# Gert Ledig

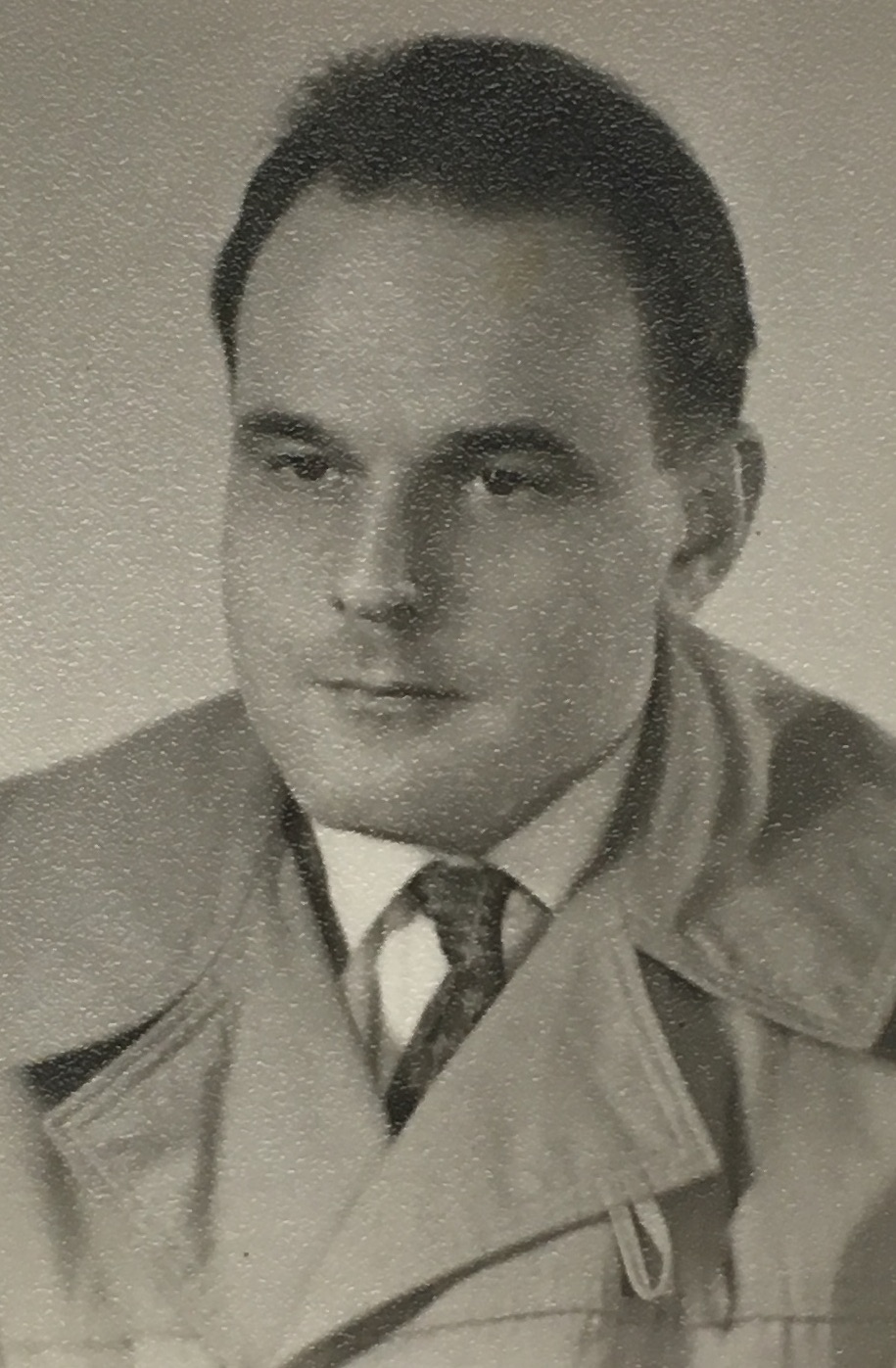
Gert Ledig

Robert Gerhard „Gert“ Ledig (* 4. November 1921 in Leipzig; † 1. Juni 1999 in Landsberg am Lech) war ein deutscher Schriftsteller. Bekannt ist er durch die in den 1950er Jahren erschienenen Romane Die Stalinorgel, Vergeltung und Faustrecht. Die Stalinorgel wurde ein internationaler Erfolg, die beiden folgenden Romane jedoch von Presse und Publikum weitgehend abgelehnt.

## Leben
Gert Ledig entstammt einer Kaufmannsfamilie. Seine frühe Kindheit verbrachte er in Wien; ab 1929 lebte er in Leipzig. Nach dem Besuch der Volksschule übte er ab 1936 verschiedene Gelegenheitsarbeiten aus. Anschließend machte er eine Lehre als Elektrotechniker und besuchte daneben eine private Theaterschule mit dem Berufsziel Regisseur. 1939 meldete er sich freiwillig zur Wehrmacht. Er nahm als Pionier am Westfeldzug teil, wurde zum Unteroffizier befördert und war seit 1941 an der Ostfront. Dort kam es wegen Streitigkeiten mit einem Vorgesetzten zur Versetzung in eine Strafkompanie. Ledig galt daraufhin als „politisch unzuverlässig“. Im Sommer 1942 wurde Ledig vor Leningrad schwer verwundet; er erlitt u. a. eine schwere Kieferverletzung. Nach seiner Entlassung aus der Wehrmacht machte er eine Ausbildung zum Schiffbauingenieur. Im letzten Kriegsjahr arbeitete er bei der Marinerüstungsverwaltung in Bayern.
Nach dem Ende des Zweiten Weltkriegs trat Ledig der Kommunistischen Partei Deutschlands bei. Er übte verschiedene Tätigkeiten aus, u. a. war er Holzfäller und Gerüstbauer. 1948 scheiterten sowohl der Versuch, die väterliche Firma zu übernehmen als auch die Gründung eines eigenen Werbebüros. Von 1951 bis 1953 war Ledig Dolmetscher bei der US Army, ab 1953 freier Schriftsteller.
Sein erster Roman Die Stalinorgel fand im In- und Ausland eine relativ positive Resonanz. Ledig wurde zu Tagungen der Gruppe 47 eingeladen. Wegen seiner Kriegsverletzung und Skrupeln, ob er sich überhaupt als Schriftsteller verstehen dürfe, lehnte er es jedoch ab, dort selbst aufzutreten. Er sagte, er könne unmöglich neben einer Schriftstellerin wie Ilse Aichinger bestehen, Die Stalinorgel sei nur eine Kampfschrift; 1956 vertrat ihn Günter Eich und las aus Ledigs zweitem Roman Vergeltung.
In der DDR stieß Ledigs Roman Stalinorgel auf ein gemischtes, jedoch überwiegend positives Echo. Anna Seghers würdigte ihn auf dem IV. Deutschen Schriftstellerkongress 1956. Er wurde offiziell zur Schillerehrung der Deutschen Jugend 1955 nach Weimar eingeladen und erhielt von Harald Hauser eine Einladung zu einem einjährigen Lehrgang an das Literatur-Institut in Leipzig, was Ledig ablehnte, da er gerade erst mit dem Schreiben begonnen hatte und diese Tätigkeit nicht unterbrechen wollte.

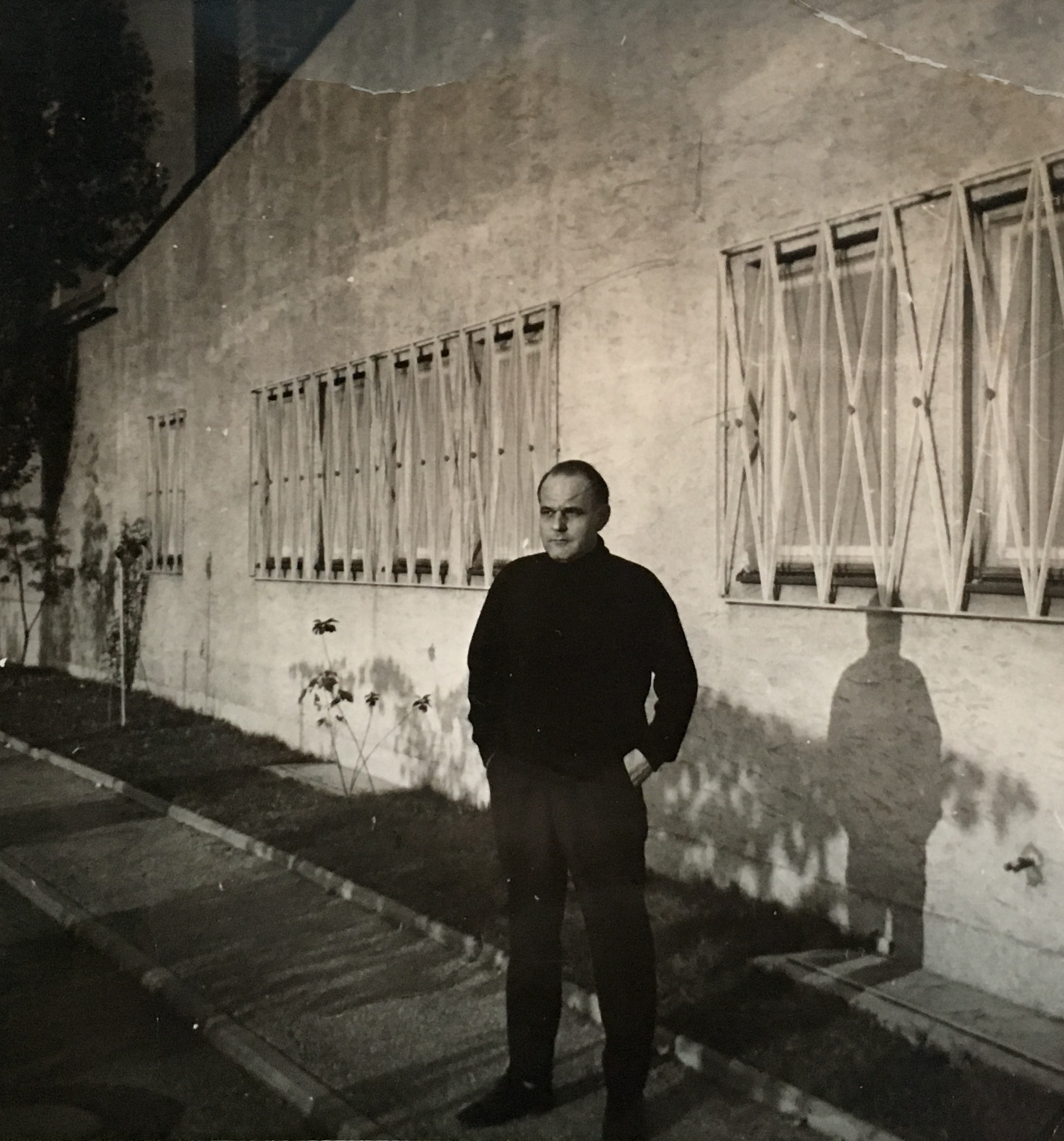
Gert Ledig mit 42 Jahren, 1963

Ledig arbeitete öfter für den DDR-Rundfunk, und die positive Aufnahme seiner Arbeit in der DDR veranlasste Ledig, eine Übersiedlung in die DDR zu planen. In der Zeit vom 18. Februar 1958 bis in den August 1958 wurde über ihn eine insgesamt rund 100 Seiten umfassende Akte beim Ministerium für Staatssicherheit (MfS) angelegt. Das MfS sah Ledig, der sich häufiger in der DDR aufhielt, nicht nur als Objekt der Bespitzelung, sondern es gab wohl auch von Ledig eine aktive Zusammenarbeit. Am 3. April 1958 gab es eine offizielle Aussprache zwischen Ledig und einem Angehörigen des MfS, in deren Folge Ledigs Mitgliedschaft in der zu jenem Zeitpunkt in der BRD verbotenen KPD als Hindernis auftauchte. Am 7. Juli 1958 wurde Ledig vom MfS jedoch mitgeteilt, dass es kein Hindernis für die Zusammenarbeit gebe. Als Ledig einen Artikel in der Münchener Zeitschrift Die Kultur veröffentlichte, in der er mit dem Katholizismus sympathisierte, wurde seine Akte jedoch geschlossen und kein weiterer Kontakt zu Ledig vom MfS mehr aufgenommen, da er nun als Renegat galt.
Ledigs überaus krasse Darstellungsweise von Kriegsereignissen stieß im restaurativen Klima der fünfziger Jahre zunehmend auf Ablehnung. Er zog sich ganz aus der Literatur zurück, als sein Manuskript Die Kanonen von Korčula von einigen Verlagen abgelehnt wurde. Daraufhin betrieb er ab 1963 ein Ingenieurbüro und eine Agentur für technische Nachrichten.
Erst 1998 wurde Ledig, der inzwischen zurückgezogen in Utting am Ammersee lebte, wiederentdeckt: Volker Hage, seinerzeit Kulturredakteur beim Spiegel, suchte nach dem verschollenen Autor und spürte ihn dort auf. Es existiert eine Videoaufnahme des Interviews; es ist das einzige bekannte Dokument dieser Art. Der Einsatz Hages für Ledig führte zu Neuauflagen des Autors. In seinem Buch Zeugen der Zerstörung (2003, Taschenbuch 2008) widmete er dem Autor ein eigenes Kapitel. Und in einem neueren Porträt schreibt Hage: „Ledig kannte beides aus eigener Anschauung: den Klang der Stalinorgel an der Ostfront und den der Sirenen in einer Stadt vor einem Luftangriff.“
W. G. Sebald war unter anderem auf Ledigs Werk Vergeltung als eines der wenigen Beispiele für die literarische Verarbeitung der alliierten Luftangriffe auf Deutschland während des Zweiten Weltkriegs hingewiesen worden. Er veröffentlichte ein Kapitel über die Reaktionen auf seine Zürcher Vorlesungen von 1997 und die dadurch ausgelöste Diskussion im deutschsprachigen Feuilleton in seinem Buch Luftkrieg und Literatur 1999.
Im Herbst 1999 erlebte Vergeltung bei Suhrkamp eine Neuaufnahme und deutlich positivere Resonanz als bei seiner Erstveröffentlichung im Herbst 1956; Ledig erlebte das Erscheinen des Buches nicht mehr. Im August 1999 wurde dieser Roman im Literarischen Quartett vorgestellt, von Marcel Reich-Ranicki besprochen und dadurch wieder bekannt. Am 26. August 2005 sendete Radio Bremen eine Hörspielbearbeitung des Romans unter dem gleichen Titel. Die Bearbeitung unterlag hierbei Daniel Berger und die Regie führte Klaus Prangenberg.
Im Oktober 2016 wurde Gert Ledig: Gesammelte Werke und Briefe mit verschollenen, teilweise bisher unbekannten Texten und Briefen aus den 50er- und 60er-Jahren als E-Book von Ledigs Tochter Petra Weichel veröffentlicht. Im Spiegel hieß es dazu: „Der Band mit dem etwas missverständlichen Titel enthält alles, was bisher über die Romane hinaus aufgefunden werden konnte.“ Seit November 2017 ist Gert Ledig: Gesammelte Werke und Briefe als Taschenbuch erhältlich. Im Dezember 2019 erschien das bisher unveröffentlichte Skript Die Kanonen von Korčula mit von Ledig selbst gefertigten Illustrationen. Der historische Roman schildert politische Konflikte zur Zeit der Französischen Revolution und des Ersten Koalitionskrieges.

## Werke

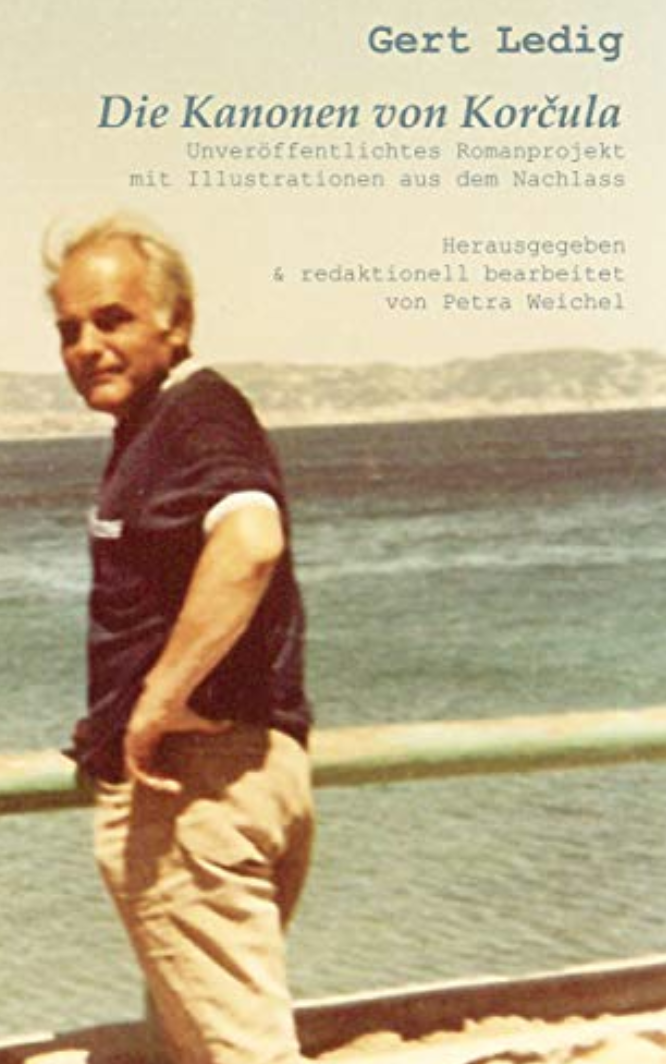
Gert Ledigs Werk Die Kanonen von Korčula

- Die Stalinorgel. Claassen, Hamburg 1955 – Neuauflage bei Suhrkamp Verlag, Frankfurt am Main 1999, 4. Aufl. 2002 (Nachwort Florian Radvan), ISBN 978-3-518-22333-8.
  - Übersetzungen unter folgenden Titeln: Les Orgues de Staline, 1956, französisch | Stalinin urut, 1956, finnisch | Stalinorgeln, 1956, schwedisch | Ve dem, som bo paa jorden, 1956, dänisch De naakte heuvel, 1963, Het stalinorgel, 2002, niederländisch | The naked Hill , 1956, The Stalin organ, 2004, englisch | Os órgãos de Estaline, 2005, portugiesisch
  - Deutsche ungekürzte Hörbuchfassung: Hierax Medien, Friedrichsfehn 2020 (gelesen von Samy Andersen), ISBN 978-3-86352-400-5.
- Vergeltung. Roman. S. Fischer, Frankfurt am Main 1956 – 3. Neuauflage, mit einem Nachwort von Volker Hage, Suhrkamp Verlag, Frankfurt am Main 2001 (= suhrkamp taschenbücher. Band 3241), ISBN 978-3-518-39741-1.
  - Übersetzungen unter folgenden Titeln: Payback, 2003, englisch | Odplata, 1958, tschechisch | Vergelding, 2000, niederländisch | Sous les bombes, 2003, französisch (Neuauflage Éditions Zulma, coll. Z/a, 2013) | Represalia, 2006, spanisch | Odmazda, 2008, kroatisch
- Faustrecht. Desch, München [u. a.] 1957 (übersetzt ins Englische und Französische), Neuaufl. bei Piper Verlag, München 2003 (Nachwort Volker Hage), ISBN 3-492-23776-2.
- Der Staatsanwalt. Mit einem Holzschnitt-Zyklus „Gegen den dritten Weltkrieg“ von Hermann Landefeld. Steinklopfer-Verlag, Fürstenfeldbruck, 1958. DDR-Ausgabe: Das Duell. Hörspiel um den Fall Nitribitt. Aufbau-Verlag, Berlin 1958.
- Gesammelte Werke und Briefe. Vorwort Emma Luise Weichel. Petra Weichel, Berlin 2016, ISBN 978-1-5495-9604-9. E-Book: via tolino media, München 2016, ISBN 978-3-7393-6642-5.
- Die Kanonen von Korčula. Unveröffentlichtes Romanprojekt mit Illustrationen aus dem Nachlass. Herausgegeben und redaktionell bearbeitet von Petra Weichel. Petra Weichel, Berlin 2019, ISBN 978-3-00-064786-4.

## Theateradaption
- Faustrecht nach dem Roman von Gert Ledig, für die Bühne bearbeitet von Barbara Wendland. Uraufführung am 13. Februar 2016 im Theater im Pfalzbau, Ludwigshafen. Koproduktion mit dem Badischen Staatstheater Karlsruhe.[10] Regie: Tilman Gersch.[11] Musik: Alex Gunia[12]